# Juliette Bonheur
Pour les articles homonymes, voir Bonheur.
Juliette Bonheur ou Juliette Peyrol-Bonheur, née à Paris le 19 juillet 1830 et morte dans la même ville le 29 avril 1891, est une peintre française.
Elle est connue pour ses peintures animalières et est la sœur des artistes Rosa Bonheur (1822-1899), Auguste Bonheur (1824-1884) et Isidore Bonheur (1827-1901).

## Biographie
Juliette Bonheur est née à Paris le 19 juillet 1830. Sa mère est Sophie Bonheur (née Marquis), professeure de piano ; elle est morte durant la petite enfance de Peyrol Bonheur. Son père est Raymond Bonheur, un peintre de paysages et de portraits qui encourageait les talents artistiques de sa fille. Elle séjourne à Bordeaux jusqu'en 1846.
Elle est formée à la peinture par son père, tout comme sa sœur aînée Rosa.

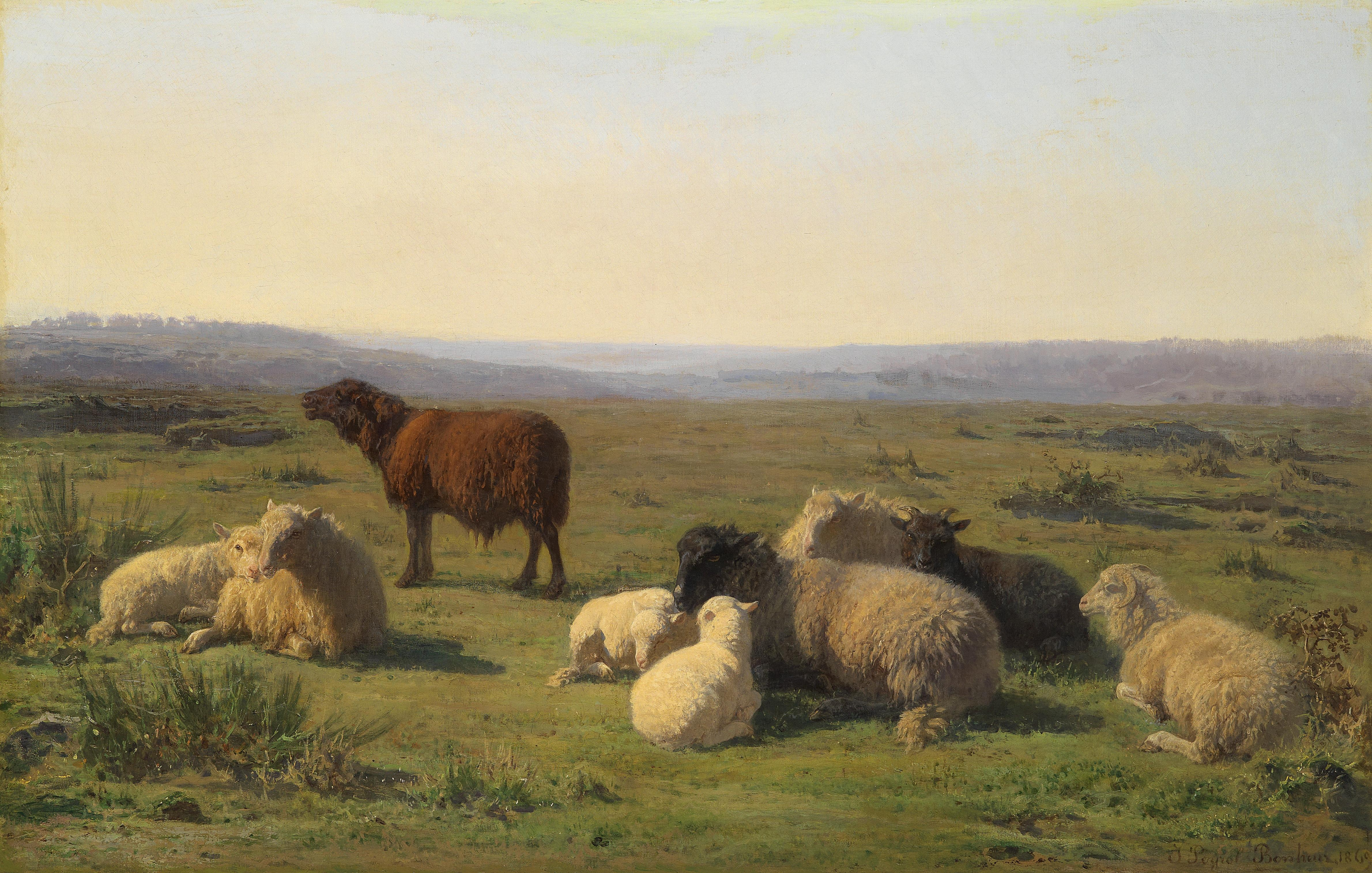
Moutons se reposant dans un pré (1869), localisation inconnue.

En 1852, elle épouse François Hippolyte Peyrol (1832-1921), propriétaire d'une fonderie de bronze, et prend le nom de Juliette Peyrol Bonheur ; ils ont ensemble deux fils : Hippolyte Peyrol (1856-1929), devenu sculpteur, et René (1860-1899), peintre.
« On estime souvent que Rosa a renoncé à la sculpture pour ne pas faire de l'ombre à Isidore ; mais sa peinture a fait beaucoup d'ombre à celle de Juliette et à celle d'un autre frère encore, Auguste, assez estimés de leur temps. » Elle a tout de même exposé ses peintures au Salon des artistes français de 1853 et au Salon de peinture et de sculpture de 1852 à 1889. Elle a reçu une mention à l'Exposition universelle de 1855 de Paris et a exposé à la Royal Academy de Londres en 1876.
Juliette Bonheur meurt dans le 11e arrondissement de Paris le 29 avril 1891.
Ses œuvres ont été exposées au Palais des Beaux-Arts lors de l'Exposition universelle de 1893 de Chicago.